# Мелфорт
Мелфорт (енгл. Melfort) је град у централном делу канадске провинције Саскачеван. Важно је саобраћајно чвориште и лежи на раскрсници провинцијских аутопутева 3, 6 и 41, на око 90 км источно од града Принц Алберт, 170 км североисточно од Саскатуна и 280 км северно од административног центра провинције Реџајне. Најближа суседна насеља су варошице Стар Сити (20 км источније) и Кинистино (30 км северозападно).
Мелфорт често називају у Градом поларне светлости због честе појаве ауроре бореалис.

## Историја
Прво насеље у овом подручју било је Стоуни Крик, и основано је 1892. око 2 км северозападно од данашњег града. Железница је саграђена 1904. и прошла је јужније од првобитног насеља, што је и довело до његовог пресељења на садашњу локацију. 
Мелфорт је административно уређен као село 1903, а 1907. и као варошица. Статус града добија 2. септембра 1980. године поставши тако 12. град у провинцији.

## Демографија
Према резултатима пописа становништва из 2011. у граду је живело 5.576 становника у укупно 2.464 домаћинства, што је за 7,4% више у односу на 5.192 житеља колико је регистровано 
приликом пописа 2006. године.
| 2001. | 2006. | 2011. |
| ----- | ----- | ----- |
| 5,559 | 5,192 | 5,576 |